# Chiara De Luca
Chiara De Luca (Chieti, 24 giugno 1984) è un'ex cestista italiana.

## Carriera
Playmaker di 172 cm, ha giocato in Serie A1 con Chieti.

## Palmarès
- Campionato italiano di Serie A2: 1
CUS Chieti: 2011-12
- Coppa Italia di Serie A2: 1
CUS Chieti: 2006